# Parts íntimes
Parts íntimes (títol original: Private Parts) és una pel·lícula estatunidenca biogràfica dirigida per Betty Thomas el 1997. Ha estat doblada al català.
Està basat en el llibre autobiogràfic escrit per Howard Stern.

## Argument
Howard Stern, afectat d'afàsia des de la seva infantesa, esdevé malgrat el seu handicap una autèntica estrella de la televisió i de la ràdio als Estats Units.

## Repartiment
- Howard Stern: ell mateix
- Robin Quivers: ella mateixa
- Mary McCormack: Alison Stern
- Fred Norris: ell mateix
- Paul Giamatti: Kenny "Pig vomit" Rushton
- Garry Dell'Abate: ell mateix
- Slash: ell mateix

## Rebuda
- Premis 1997: Nominada als Premis Razzie: Pitjor nova estrella (Howard Stern)
- Crítica
  - "El locutor de ràdio més famós d'I.I.O.O., interpreta una pel·lícula que sorprèn, diverteix i fa passar una bona estona."[3]
  - "Pobra biografia cinematogràfica"[4]
  - "Tot abordat des de la sàtira. Malgrat això, hi ha moments d'una duresa especial (...) i el propi Stern es mostra moltes vegades com un tipus desagradable i immadur. A més, hi ha un dolent interpretat per Paul Giamatti que és la banalitat del mal en estat pur."[5]